# Kuu (mitologia)
Nella mitologia finlandese Kuu è la divinità che rappresenta la Luna e si è formata dall albume di un uovo di anatra tenuto nel ginocchio di Ilmatar (fata e "Figlia del vento") mentre fluttuava sull'oceano per settecento anni. Poi, da una scia infinita di luci scintillanti si librarono le stelle e Kuu divenne d'argento (la Luna). 

Infine dal tuorlo dello stesso uovo si formò il Sole.

## Affinità e divinità simili
Nella stessa mitologia le divinità collegate a luna e sole hanno anche un'altra versione:
- Kuutar ("Ragazza della Luna")
- Päivätär ("Ragazza del Sole")

Indicate come grandissime e giovani bellezze possiedono l'oro della Luna e l'argento del Sole che filano per ottenere tessuti e vestiti bellissimi. 

- Nel Kalevala delle giovani ragazze chiedono alle due divinità di cedergli vestiti e gioielli.

Päivätär (oppure Päivä, Päivyt, Paiva od anche Paivit) è anche la dea dell'estate, simbologia che ha strette connessioni con il Sole.

## Utilizzo moderno di termini
Benché le mitologie finlandese, estone e sami non siano sempre collegate tra di loro esiste per questa tipologia di nomi un'assonanza di termini che sono di comune utilizzo moderno:
- Ad oggi, nella lingua finlandese ed in quella estone il termine Kuu indica la Luna intesa come astro e satellite della terra

- Nella lingua estone il termine che indica il Sole è Päike

- In lingua sami il Sole si indica con il termine Beaivi